# Aeronautics
Az Aeronautics a német power metal együttes, a Masterplan 2005-ös albuma.

## Számlista
Minden számot a Masterplan írt, kivéve a jelzett helyeken.
1. "Crimson Rider" – 3:59
2. "Back for My Life" – 4:12
3. "Wounds" – 4:04
4. "I'm Not Afraid" – 5:29
5. "Headbanger's Ballroom" – 4:55
6. "After This War" (Masterplan/Piet Sielck) – 3:51
7. "Into the Arena" – 4:11
8. "Dark from the Dying" – 4:09
9. "Falling Sparrow" – 5:35
10. "Black in the Burn" – 9:47
11. "Treasure World" (Bónusz szám a „Limited Edition Digibook” kiadáson) – 3:50

## A japán kiadás számlistája
1. "Crimson Rider"
2. "Back for My Life"
3. "Wounds"
4. "I'm Not Afraid"
5. "Headbanger's Ballroom"
6. "Love is a Rock (bónusz szám)"
7. "After this War"
8. "Into the Arena"
9. "Dark from the Dying"
10. "Falling Sparrow"
11. "Black in the Burn"
12. "Hopes and Dreams (bónusz szám)"

## Közreműködők
- Jørn Lande - ének
- Roland Grapow - gitár
- Jan S. Eckert - basszusgitár
- Axel Mackenrott - billentyűs hangszer
- Uli Kusch - dob
- Keverve Mikko Karmila, maszterelve Mika Jussila által a Finnvox Studiosban.